# لارس أستروم
لارس أستروم (بالسويدية: Sverker Åström)‏ هو مقدم تلفزيوني ودبلوماسي سويدي، ولد في 30 ديسمبر 1915 في أوبسالا في السويد، وتوفي في 26 يونيو 2012 في ستوكهولم في السويد.